# Абляційний захист

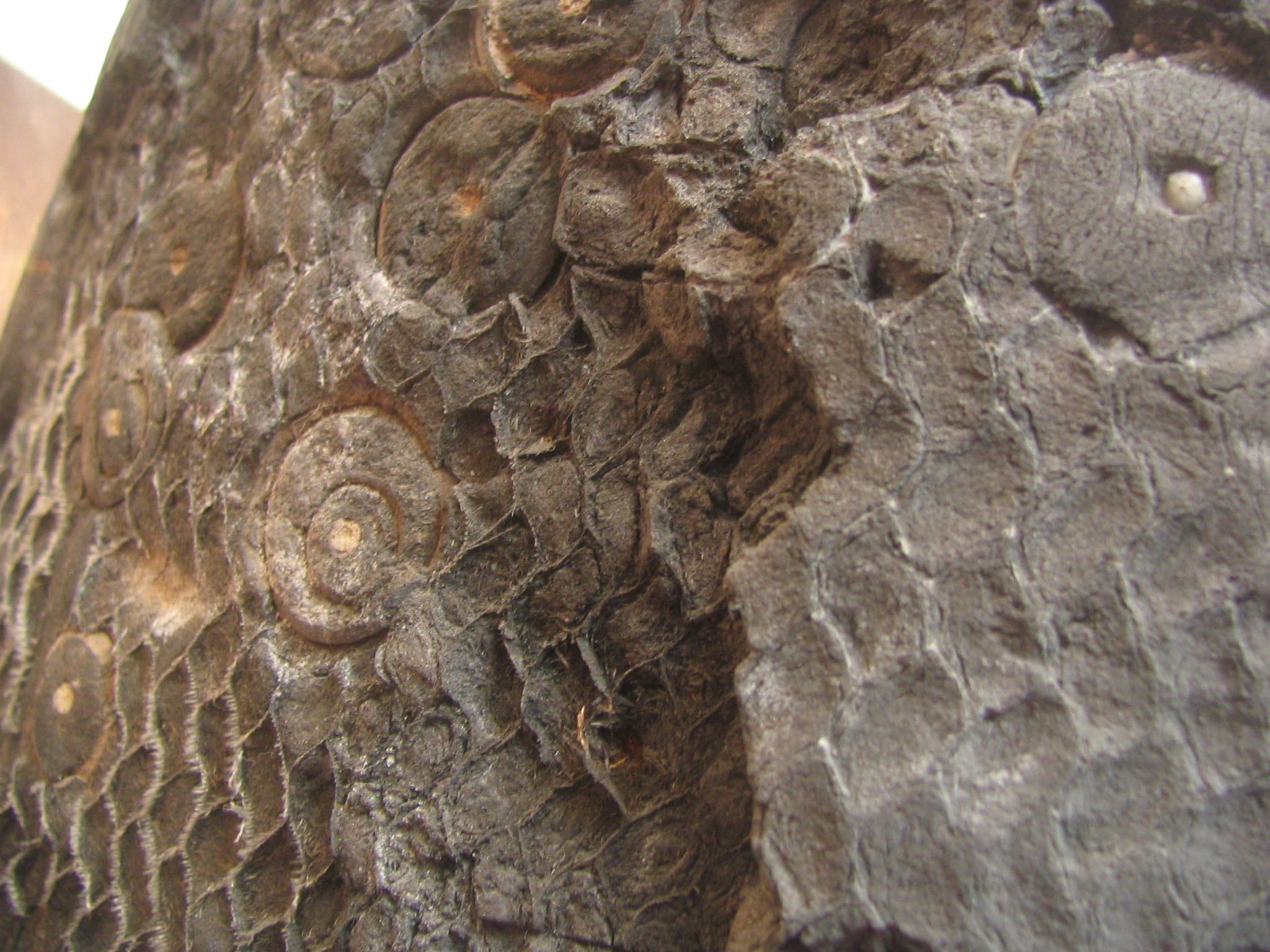
Тепловий абляційний захист капсули командного модуля Аполлон-11 після повернення. Видно абляційний захист, що постраждав при вході в атмосферу

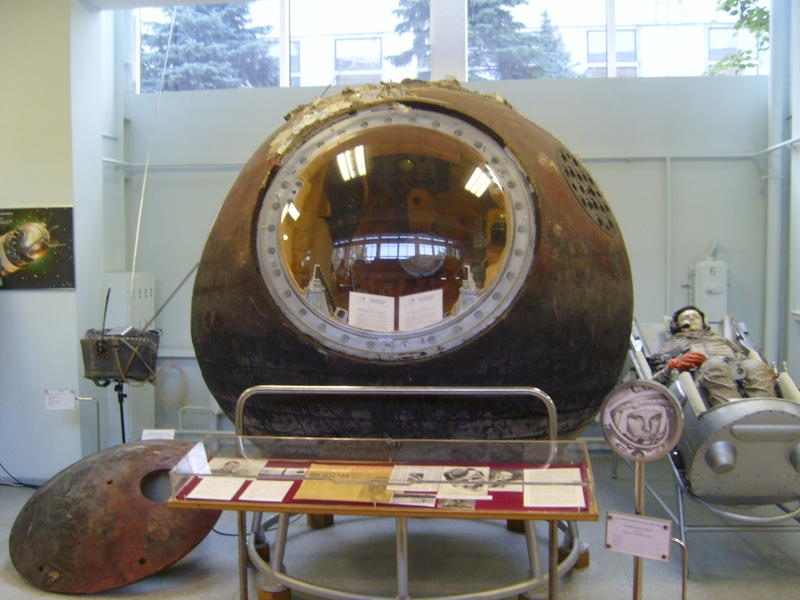
Спускний апарат космічного корабля «Восток-1», на якому Юрій Гагарін здійснив космічний політ. На зовнішній поверхні видно залишки абляційного покриття темно-коричневого кольору

Абляці́йний (теплови́й) за́хист (від лат. ablatio — відбирання; віднесення маси), абляці́йне охоло́дження або теплови́й за́хист за допомо́гою руйнівни́х покри́ть — технологія та засіб теплового й ерозійного захисту космічних апаратів й ракетних двигунів на основі покриття теплонапружених поверхонь матеріалами, на нагрівання, плавлення та сублімацію яких витрачається значна кількість тепла, що надходить з високотемпературними швидкісними газовими потоками та супроводжується виносом цих матеріалів.

## Принцип роботи
Температура на поверхні космічного апарата під час входження в атмосферу досягає декількох тисяч градусів, абляційний захист, як важлива складова теплового екрану, у таких умовах поступово згоряє, руйнується та виноситься потоком, відводячи тепло від корпуса апарата. Крім цього є додатковий загороджувальний ефект внаслідок видування у зовнішнє середовище порівняно холодних газоподібних продуктів руйнування теплозахисного матеріалу.
Цей метод використовується для захисту від аеродинамічного нагрівання головних частин балістичних ракет і космічних апаратів при вході з великою швидкістю в щільні шари атмосфери, а також для захисту камери згоряння і сопел ракетних двигунів, особливо твердопаливних двигунів, де використання інших методів теплового захисту є утрудненим. Цей метод характеризується підвищеною надійністю у порівнянні з активними методами теплозахисту.

### Моделювання
Сучасні підходи до моделювання полягають у застосуванні гідродинаміки згладжених частинок в рамках балістики для розгляду процесів сколювання.

## Структура абляційного захисту
Однією з найважливіших характеристик матеріалу є його абляційна стійкість, що залежить від хімічної природи, структури, теплофізичних та міцнісних властивостей матеріалу. Такого роду теплозахисні покриття виконуються багатошаровими і їх матеріали є складними композиціями, що складаються як мінімум з двох компонентів: наповнювача та зв'язки.
Завдання наповнювача — поглинути у процесі руйнування за рахунок фізико-хімічних перетворень якомога більшу кількість тепла. Завдання зв'язки — забезпечити на високому рівні механічні та теплофізичні властивості матеріалу в цілому. Покриття конструктивно складається з силового набору елементів й «обмазки» на основі фенол-формальдегідних смол чи аналогічних за характеристиками матеріалів. Прикладами руйнівних теплозахисних покрить є асбесто-текстолітові матеріали, кварцові композити, абляційні склопластики, вуглепластики та інші пластмаси на органічних чи кремнійорганічних в'яжучих.

## Використання
Абляційний теплозахист використовувався у конструкціях усіх спускних апаратів з перших років розвитку космонавтики — у серіях кораблів «Восток», «Восход», «Меркурій», «Джеміні», «Аполлон», «ТКС», й далі використовується в кораблях «Союз» та «Шеньчжоу».
Абляційне покриття також використовується для захисту камери згоряння й сопла РРД від перегрівання.
Альтернативою до абляційного теплозахисту є використання термостійких теплозахисних плиток («Спейс Шаттл», «Буран»).

## Абляційний захист у фантастиці
- У фантазійному всесвіті «Зоряний шлях» абляційне (аблятивне) бронювання використовується для захисту від променевої зброї.
- У відеоіграх серії «Mass Effect» абляційні матеріали застосовуються для зміцнення броні.